# 樂理
乐理（英語：music theory），即音乐理论，是研究音乐实践和可行性的学科。《牛津音乐指南》给出了术语“乐理”的三个相关用法：第一是“基本原理”，也就是必須瞭解的音乐符號，包括调号、拍号和节奏符号等等。第二是學習从古至今學者对音乐的有关研究，第三是当前音乐学研究的一个子领域，旨在「尋求定义音乐的程序和普遍规范」。它與音樂分析不同，不針對个别的作品和表现，而著重於构成音乐的根本规则。”
乐理通常关注音乐家如何制作音乐，包括如何作曲和编曲。範圍包括旋律、音程、節奏、和聲、結構、曲式、織體等。它源於觀察和涉及關於音樂家和作曲家如何創作音樂的假定推測。懂得樂理有助作曲及音樂演繹。這個詞也形容音樂中的基礎元素，如音高、節奏、和聲和形式且指的是音樂相關的描述、概念或信念的學術研究和分析。因為「何為音樂」的概念正不斷擴大中（請參照音樂的定義），對於樂理的一個更具包容性的定義可能是任何聲波現象的考慮，包括寂靜，因為它也與音樂有關。
在現代學術界，樂理是音樂學的一個子領域，而音樂學本身是藝術和人文學科整體領域內的一個子領域。從詞源上而言，樂理是一種音樂的沉思行為，來自希臘語「θεωρία」，它代表觀看、查看、沉思、推測、理論，也是一種景象、一種場面。值得一提的是，柏林音樂院前任院長、當代作曲家鲍里斯·布拉黑尔則以歷史學的角度看待音樂理論，其云：「音樂理論，基本上只不過是音樂活動經驗的記錄而已。」

## 音乐理论内容列表
- 基本乐理
  - 调
    - 调式
      - 音阶、音级
      - 大调、小调
      - 教会中古调式
      - 中国传统调式
      - 有限移位调式
        - 全音阶
        - 八声减音阶

    - 调性

  - 音程
    - 自然音程
    - 基本音程
    - 变化音程
    - 转位
    - 协和与不协和
      - 协和音程、不协和音程

  - 和弦
    - 三和弦
      - 大三和弦、小三和弦、增三和弦、减三和弦

    - 七和弦
      - 减七和弦、半减七和弦、减大七和弦、小七和弦、小大七和弦、属七和弦、大七和弦、增七和弦、增大七和弦

    - 高叠和弦
      - 九和弦、十一和弦、十三和弦

    - 转位和弦
      - 六和弦、四六和弦、五六和弦、三四和弦、二和弦

    - 特殊的和弦
      - 挂四和弦、挂二和弦、减八和弦、双和弦
- 和声学
  - 功能和声
    - 和弦外音
      - 强拍外音
        - 延留音
          - 倚音

        - 持续音
          - 持续低音、持续高音

      - 弱拍外音
        - 经过音、辅助音、先现音

    - 四部和声
      - 外声部
        - 高音声部、低音声部

      - 内声部
        - 中音声部、次中音声部

      - 排列法
        - 开放排列、密集排列、混合排列
        - 和弦音旋律位置

      - 连接法
        - 和声连接法
        - 旋律连接法
        - 同和弦转换
        - 三音跳进

    - 终止式
    - 自然音体系
      - 终止四六和弦
      - 经过的四六和弦、辅助的四六和弦
      - 和声功能
        - 属功能
          - 属和弦、属七和弦、属九和弦
          - 导七和弦、导六和弦
          - 加六音的属和弦、三级和弦

        - 下属功能
          - 下属和弦
          - 二级和弦与二级六和弦

      - 六级和弦、阻碍终止、扩展乐段的方法
      - 和声大调
      - 弗里几亚进行、自然小调

    - 半音体系
      - 重属功能
        - 重属和弦、重属七和弦、重属导七和弦
        - 变重属和弦、增六和弦

      - 重下属功能
        - 重下属和弦、重下属二级七和弦、重下属导七和弦

      - 调性关系的类型
      - 离调
      - 转调
      - 属和声组变和弦、三全音替代
      - 下属和声组变和弦
      - 交替大小调体系、调式交替
      - 那不勒斯六和弦、弗里几亚二级和弦
      - 转调模进
      - 意外进行
      - 等音转调
        - 经过减七和弦的等音转调
        - 经过属七和弦的等音转调

    - 调性布局

  - 和声分析
    - 音级和声理论
      - 罗马数字分析法

    - 功能理论
      - 里曼理论
      - 德式和声分析法
      - 斯堪的纳维亚和声分析法
        - 挪威和声分析法、瑞典和声分析法、丹麦和声分析法

    - 音级-功能杂化理论
      - 斯波索宾和声分析法
      - 塞尔维亚和声分析法
      - 波兰和声分析法

    - 和声12.位理论
    - 轴论
    - 申克分析法
    - 新里曼理论
    - 色彩和声理论
    - 和声二元论、负和声理论
    - 音级集合理论

  - 十二音技法
  - 多调性
  - 泛调性
  - 无调性
- 对位法
  - 福克斯五类基本对位
  - 严格对位
  - 自由对位
  - 创意曲
  - 卡农
  - 赋格
- 曲式学
  - 音乐的基本表现要素
    - 旋律、节奏、节拍、调式、调性、和声、速度、力度、音区、音色、织体

  - 主题材料发展手法
    - 原始陈述、重复、再现、迭奏、变奏、模进、裁截、对比

  - 曲式分析基本概念
    - 乐思、主题、动机、扩充、补充、叠入、高潮、终止式

  - 音乐陈述的基础结构
    - 半乐汇、乐汇、乐节、乐句、乐段、复乐段、乐章、乐曲

  - 音乐陈述的衍生结构
    - 连句结构、模进结构、自由结构

  - 曲式种类
    - 一部曲式、再现单二部曲式、并列单二部曲式、再现单三部曲式、并列单三部曲式、复三部曲式、五部三部曲式、回旋曲式、变奏曲式、奏鸣曲式、回旋奏鸣曲式、套曲曲式

  - 乐曲的段落种类
    - 引子、尾声、呈示部、展开部、再现部、三声中部、主部、副部、连接部、结束部、对比部、插部
- 配器法与乐器法
  - 乐器法
  - 配器法
- 声学
  - 调律、律制、律学
  - 泛音列、沉音列
- 数学乐理